# Sanitární kontejner

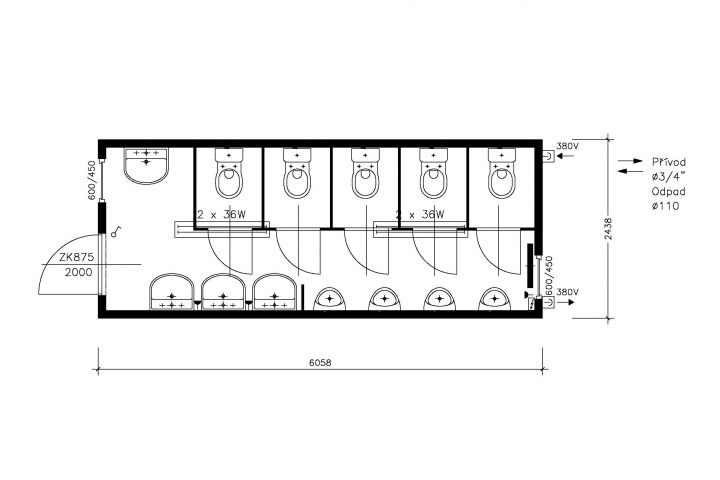
Příklad půdorysného uspořádání

Sanitární kontejner, někdy nazýván jako zdravotní nebo  zdravotnický kontejner, je modulární buňka neboli kontejner zpravidla ve standardizovaných rozměrech vybavený sociálním zařízením  - tj. WC, sprcha, umyvadlo, ohřívače vody atp. Sanitární kontejnery jsou jedním z významných produktů modulární výstavby a uplatnění nacházejí zejména jako hygienická zařízení pro dělníky na stavbách, při jednorázových kulturních a sportovních akcích, v rámci humanitární pomoci atp. V zásadě se vždy jedná o dočasné využití v exterieru. 
Sanitární kontejnery vychází z modulové řady standardních obytných kontejnerů a je možno je využít jak jednotlivě tak i v kontejnerových sestavách. Lze vybudovat buď sestavu sanitárních buněk, nebo vytvářet obytné celky včetně sociálního zařízení. Rozsah vnitřního sanitárního vybavení se liší dle požadavků stavebníka a dle účelu, k jakému mají sloužit. Vzhledem k variabilitě systému je možno využít buňky samostatně jako WC kontejner, umývárny nebo jen sprchovací kontejnery, ale také jako sociální zázemí kanceláří, ubytoven, velínů, zařízení staveniště apod. Sanitární kontejnery jsou vyráběny v rozličném stupni kvality vždy odpovídající daným potřebám a účelu využití. Totéž platí i pro zařizovací předměty. Sanitární jednotky bývají vyráběny a dodávány ve standardních unifikovaných rozměrech, nicméně kontejnery lze půdorysně i materiálově modifikovat a upravovat jak počet, tak druh sanitárního vybavení dle potřeby. Sanitární kontejnery jsou stejně tak jako obytné buňky stohovatelné, ve třech až čtyřech vrstvách za dodržení ČSN ISO 3874. Elektroinstalace a stěny sanitárního kontejneru jsou v kategorii do vlhkého prostředí a podlaha je vodovzdorná, tedy například PVC, či polyuretanová stěrka aj. Obložení stěn také odpovídá účelu - postačuje standardní laminovaná dřevotříska apod.

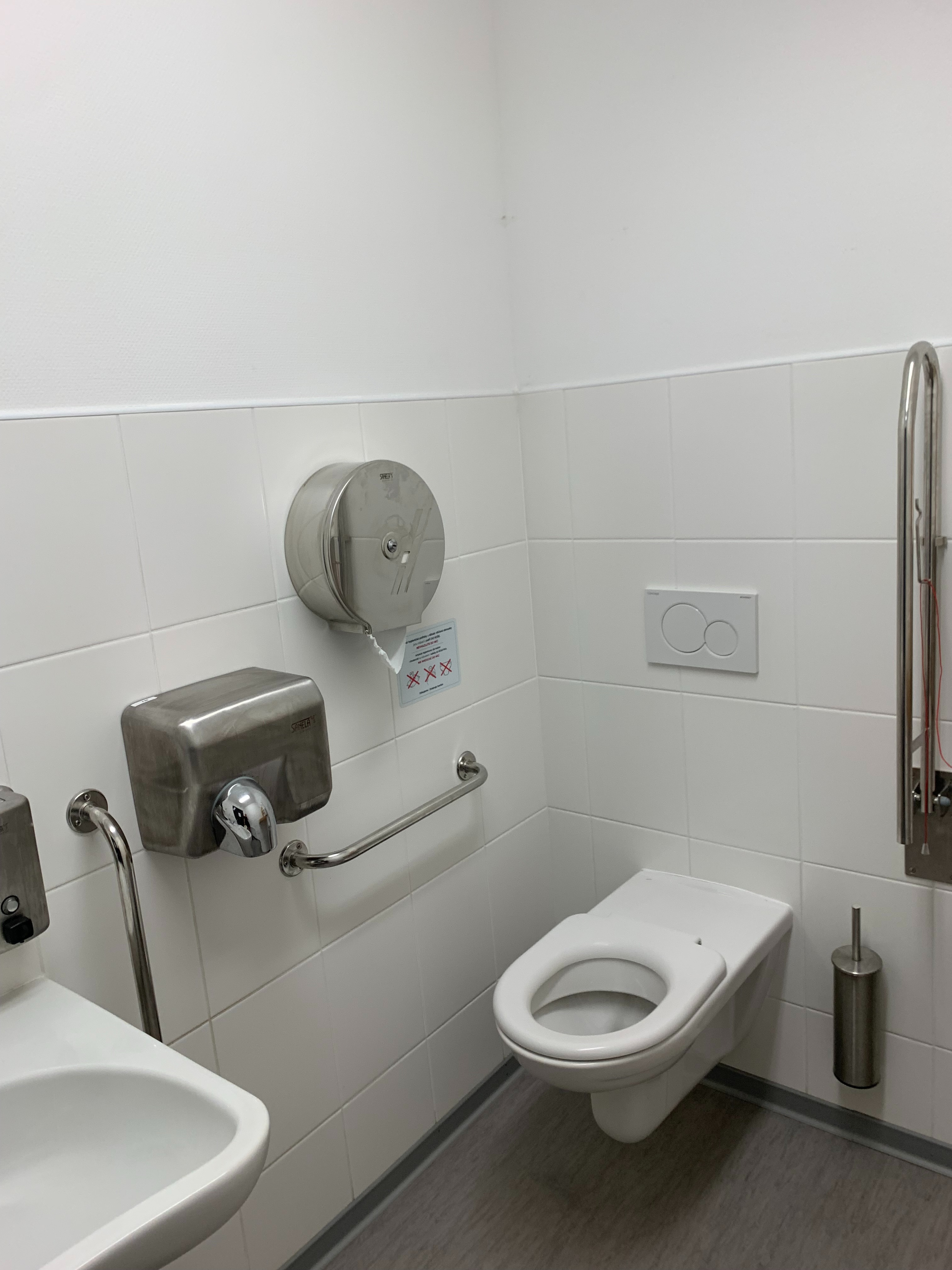
Toalety pro invalidy, sanitární zařízení pro ZTP, WC přizpůsobené pro osoby s omezenou schopností pohybu

Lze vybudovat i sanitární kontejner pro ZTP. Sanitární zařízení v obytných kontejnerech pro osoby se zdravotním postižením (ZTP) se zaměřuje na vytvoření bezbariérového a přístupného prostoru. Bezbariérový kontejner zahrnuje široké vstupy a průchody, aby umožnil plynulý pohyb vozíčkářům. Důraz je kladen na praktická opatření, jako jsou držadla a madla pro lepší manipulaci a bezpečnost. Interiér poskytuje dostatek prostoru pro otáčení vozíčku a snadný přístup k zařízením, jako jsou WC a umyvadla, umístěným na vhodných výškách. Cílem bezbariérových sanitárních prostorů v obytných kontejnerech je vytvořit inkluzivní prostředí, které respektuje potřeby osob se zdravotním postižením. Tento design umožňuje rovnocenný přístup ke všem aspektům každodenního života a přispívá k celkové integraci a pohodlí jednotlivců se zdravotním postižením.

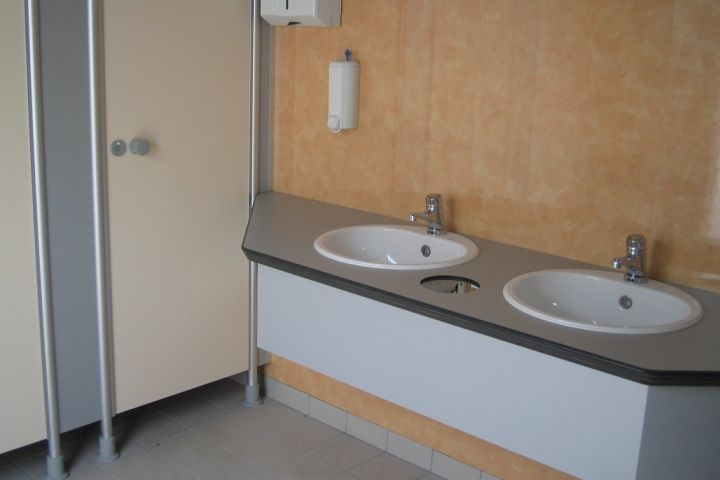
Interiér

## Výhody a nevýhody
Sanitární kontejnery jsou snadno osaditelné, manipulovatelné, dopravitelné a recyklovatelné. Nevýhodou je určitá estetická nedokonalost. Tou se však řada výrobců zabývá a dnes již modulární záchodky určené pro provoz na reprezentativních místech nemusí mít stejnou podobu jako například čistě účelová zařízení stavenišť. 
Nevýhodou například oproti bezvodným mobilním záchodkům je zvýšená logistická náročnost (doprava, nakládání s odpady, atp.) a nutnost napojení na sítě, nicméně díky tomu jsou sanitární kontejnery nepoměrně příjemnější a logicky zvyšují hygienický komfort neboť umožňují umístění sprch a umyvadel.

## Napojení na inženýrské sítě a nakládání s odpady
Pro použití sanitárního kontejneru je důležitá možnost napojení na zdroj vody a elektřinu. Ideální je také možnost napojení na splaškovou kanalizaci, pokud ovšem toto nelze, opatřují se sanitární kontejnery tzv. fekálními nádržemí - jímkami. Odpady se tedy odvádí z kontejneru do jímky a jsou posléze řešeny individuálně. Pro případy, kdy se zbavování odpadu v místě stává logistickým problémem a velkou zátěží pro životní prostředí byl vyvinut sanitární kontejner s automatiozvaným spalovačem odpadů. Dieselový spalovač odpadů eliminuje běžné náklady a problémy, spojené s odstraněním odpadní vody. Pracuje ovšem pouze s toaletami s nízkou spotřebou vody. V rámci sanitárních kontejnerů lze pracovat s úsporou vody. Šedá odpadní voda z mytí rukou je odvedena do samostatné nádrže a následně používána ke splachování toalet.